# Alê Oliveira
Alexandre Fonseca Machado de Oliveira, mais conhecido como Alê Oliveira, (São Paulo, 26 de maio de 1973), é um ex-jogador de futsal profissional, ex-técnico de futsal profissional e universitário e ex-repórter de campo, atualmente comentarista esportivo, profissional de Educação Física, radialista, Influenciador digital e Youtuber brasileiro, conhecido pelo seu humor ao comentar sobre futebol.
Foi comentarista dos canais Band Minas, ESPN Brasil, Esporte Interativo e TNT Sports Brasil. Participou do programa Estádio 97 da Energia 97, durante cinco anos. Atualmente ele se dedica ao seu canal próprio no YouTube. Desde 8 de agosto de 2022, passou a também a comentar pela Rádio Itatiaia.

## Biografia

### Carreira no futebol e futsal
Alê jogou futebol de campo federado nas categorias de base do Palmeiras como zagueiro, até aos 16 anos de idade, tendo também jogado e optado por seguir carreira no futsal profissionalmente, uma vez que considerava o jogo mais interessante pelo maior dinamismo.
Então, Alê atuou durante a sua maior idade em fortes clubes do Futsal Brasileiro, como a GMC de São Caetano do Sul, Palmeiras, São Paulo e Santos, encerrando a carreira aos 26 anos no futsal do Ribeirão Pires FC. Ao mesmo tempo, desde os 16 anos, em paralelo a conclusão da sua faculdade de educação física, sendo formado pela FMU, atuava como técnico de times universitários de várias faculdades de São Paulo, como a USP, GV, FAAP, Medicina Santo Amaro, Seleções Paulistas do Ministério Público e Universitária, entre outras equipes, como o Clube Hebraica.

## Treinador e início na mídia

### Início e ESPN Brasil
Em 2000, aos 26 anos de idade o atleta recém aposentado e treinador já há oito anos, tornou-se comentarista esportivo na ESPN Brasil, quando em uma conversa de bar, um amigo com vulgo Páscoa, junto ao diretor da ESPN João Simões, relevou que iria iniciar as transmissões do Futsal Nacional na emissora. Alê foi bem sucedido em um teste e permaneceu comentando exclusivamente o futsal, em um primeiro momento que durou 8 anos.
Visando sair do nicho, Alê procurava oportunidade nas transmissões de futebol de campo da emissora e cobrindo algumas faltas de outros profissionais do canal, ele conseguiu seu objetivo sendo um dos substitutos da casa em partidas com menos apelo, como as do Futebol da areia em formatos de reprise ou compactos. Mais tarde, cobriu o pré-jogo da Copa do Brasil. Após a saída de José Trajano como diretor responsável pelo canal, sendo substituído por João Palomino, Alê teve mais espaço.
Em 2017, teve como principal função ocupar uma cadeira no programa Bate-Bola Debate, em que apresentava os Decretos do Alê.

### Saída da ESPN
Em 26 de julho de 2017, uma coluna do Leo Dias afirmou que Alê teria sido acusado de racismo por uma maquiadora da ESPN, que teria o denunciado à direção. A diretoria da emissora afirmou posteriormente que a maquiadora negou ter sofrido ofensa racial. Alê negou ter dito qualquer palavra preconceituosa, em sua defesa, ele disse que cresceu frequentando ambientes de samba e futebol, onde a convivência com negros seria inevitável, além de sua então esposa e enteadas serem negras, e ainda que o desentendimento se deu após a maquiadora ter se chateado com uma bronca da diretoria, em uma data que Alê se encontrava gripado e não teve o suporte da profissional entre os intervalos comerciais como havia solicitado previamente.
O episódio culminou com o final do contrato de Alê na ESPN. Em 1º de agosto daquele mesmo ano, Alê e a ESPN rescindiram o contrato de comum acordo.

### Estádio 97
Em 23 de janeiro de 2017, ele foi contratado pela Rádio Energia 97 pra fazer parte dos integrantes do tradicional programa Estádio 97, em que permaneceu até o dia 10 de agosto de 2021, quando confirmou sua não continuidade na atração. Isto aconteceu após nova polêmica na carreira do humorista, desta vez com um colega de bancada e com o dono da emissora.

### Esporte Interativo
Em 16 de agosto de 2017, apenas 15 dias após a saída da ESPN, Alê foi apresentado no programa Jogando em Casa como o novo contratado pelo Esporte Interativo.
Alê levou seu famoso ''decreto de sexta'' à programação da emissora, com destaque para os programas bem-humorados De Placa e +90.
Participou da transmissão de maior audiência da TV fechada Brasileira, quando o EI registrou 20 pontos de audiência, em 23 de Agosto de 2020, na final 2019-20 da UEFA Champions League.
Mesmo com o EI enfrentando dificuldades e após ser repartido por três vezes pelo Grupo Turner, Alê foi mantido, mas em 5 de maio de 2021, novamente em comum acordo, foi oficializada a saída de Alê da já renomeada TNT Sports Brasil.

### Internet
Após estar presente no recorde de audiência da TV fechada no Brasil, Alê participou da transmissão esportiva com maior audiência das lives do Facebook: o GreNal 424, em 12 de março de 2020, transmitido pela Conmebol TV em sua página oficial nesta rede social, que atingiu 2,1 milhões de perfis.
O canal 'Alê Oliveira' no YouTube atingiu a marca de 400 mil inscritos em agosto de 2022.

### Retorno à televisão e rádio
Na Live dos Cancelados em 24 de junho de 2022, Alê revelou que estava de volta a TV, como comentarista do programa Os Donos da Bola Minas, pela Band Minas, tendo estreado 27 de Junho. "A vida não erra, muito obrigado pela torcida de vocês", postou Alê Oliveira em suas redes sociais. Em 8 de agosto, ele também retornou ao rádio, na equipe esportiva da Rádio Itatiaia. Em 19 de abril de 2023, ele deixou a Band Minas.

## Prêmios
Em dezembro de 2016, ele foi premiado com o Troféu Aceesp, atribuído pela Associação dos Cronistas Esportivos de São Paulo, na categoria: "Melhor comentarista - Televisão por assinatura"

## Vida pessoal
Foi casado por quase 15 anos e tem duas filhas, Maria Luiza e Cecília. Atualmente, ele é casado com Caroline Silva.